# Малая Снетинка
Ма́лая Снети́нка (укр. Мала Снітинка) — село, входит в Фастовский район Киевской области Украины.
Население по переписи 2001 года составляло 967 человек. Почтовый индекс — 08523. Телефонный код — 4565. Занимает площадь 1,31 км². Код КОАТУУ — 3224984201.
В селе родился Герой Советского Союза Григорий Собковский.

## Местный совет
08523, Київська обл., Фастівський р-н, с.Мала Снітинка, вул.Гагаріна,134